# Sofija Andruchowycz
Sofija Andruchowycz, ukr. Софія Андрухович (ur. 17 listopada 1982 w Iwano-Frankowsku) – ukraińska pisarka, tłumaczka oraz publicystka.

## Życiorys
Jest córką ukraińskiego pisarza Jurija Andruchowycza i żoną Andrija Bondara. W 2014 roku za książkę Felix Austria otrzymała nagrodę BBC Ukrainian Book of the Year. Nagroda to 1000 funtów (przeliczone na hrywny) oraz prawo używania logo nagrody w kolejnych wydaniach książki. Propozycje książek zgłaszają wydawcy wybierając 3 książki wydane w czasie ostatnich 12 miesięcy. W 2017 roku FILM.UA zakupiła prawa do ekranizacji powieści Felix Austria i w 2020 roku miała miejsce premiera filmu Widdana. Mieszka w Kijowie.

## Twórczość
- 2002: Літо Мілени (Kijów, Smołoskyp 2002)
- 2003: Старі люди (Iwano-Frankowsk, Lileja-NW 2003)
- 2005: Kobiety ich mężczyzn (Жінки їхніх чоловіків, Iwano-Frankowsk, Lileja-NW 2005. wyd. po. Wydawnictwo Czarne, 2007)
- 2007: S'omga (Siomga, wyd. pol. Wydawnictwo Czarne, 2009)
- 2014: Felix Austria (wyd. pol. Wydawnictwo Czarne, 2016 tłumaczenie Katarzyna Kotyńska)[6].
- 2016: Suzirja Kurky[5]
- 2020: Amadoka[5]

### Tłumaczenia
Sofija Andruchowycz jest tłumaczką powieści Europejka Manueli Gretkowskiej.

## Nagrody
- 2017: Nagroda literacka Wyszehradzkiego Partnerstwa Wschodniego (VEaPLA) (Visegrad Eastern Partnership Award)[7]
- 2014: BBC News Ukraine 2018 Book Of The Year Awards[2]
- 2015: Nagroda Fondu Łesi i Petra Kowałewych[8]
- 2015: Laureatka Nagrody literackiej im. Josepha Conrada-Korzeniowskiego za 2015 rok[9].
- 2004: Stypendium Homines Urbani w Krakowie[10].